# Kole Hall
Kole Hall (22 agosto 1998) è un calciatore bermudiano, attaccante del Chorley.

## Carriera

### Club
Dopo aver giocato nelle giovanili del Tranmere, ha giocato nelle serie minori inglesi (prevalentemente tra la quinta e la sesta divisione).

### Nazionale
Ha esordito in nazionale con Bermuda nel 2021.